# Avenue Rockefeller (Lyon)
Pour les articles homonymes, voir Avenue Rockefeller.
L'avenue Rockefeller, anciennement route de Grenoble, est une voie qui relie Bron à la place d'Arsonval de Lyon. 

## Situation
La voie débute place d'Arsonval et se termine au niveau du boulevard Pinel qui marque la frontière avec la commune de Lyon. Constituant le prolongement du cours Gambetta et du cours Albert-Thomas, elle est prolongée sur le territoire de Bron par l'avenue Franklin-Roosevelt.
Les lignes T2 et T5 du tramway de Lyon la parcourent sur toute sa longueur.

## Origine du nom
Elle est dédiée à John Davison Rockefeller, la fondation Rockefeller ayant contribué à la construction du complexe hospitalier et universitaire de Grange Blanche.

## Historique
C'est un tronçon de l'ancienne route de Grenoble. Elle forme ainsi une partie de l'ancienne route nationale 6. Avant la création du cours Gambetta et du cours Albert-Thomas dans la seconde partie du XIXe siècle, elle était le prolongement de l'avenue des Frères-Lumière. Elle s'appelait jusqu'au début du XXe siècle la montée des Sablons ou "montée des Sables", du fait de la présence de carrières exploitant les dépôts de sables et de cailloux charriés par l'ancien lit du Rhône. Elle constituait la limite sud du domaine de Montchat.
Son nom actuel lui est attribué par délibération municipale du 26 mars 1928.

## Édifices remarquables
- la voie longe l'hôpital Édouard-Herriot qui ne dispose toutefois d'aucun accès depuis l'avenue ;
- au n°4, l'école de formation en soins infirmiers Rockefeller ;
- au n°8, la faculté de médecine Lyon-Est de l'université Claude-Bernard Lyon 1.
- au n°58 faculté de médecine Laennec de l'université Claude Bernard Lyon 1
- la voie longe également l'Hôpital d'Instruction des Armées Desgenettes sans accès direct.